# Zdeněk Homola
Zdeněk Homola (* 2. února 1956) je psychiatr, publicista a nakladatel.

## Život a rodina
Zdeněk Homola se narodil v roce 1956, jeho otcem byl Oleg Homola (1921–2001), syn generála Bedřicha Homoly, matkou Květuše Homolová, rozená Hejrová (1927–2006), redaktorka a literární historička. Po studiích na medicíně se Zdeněk Homola stal lůžkovým, později ambulantním psychiatrem, je ženatý a má tři dcery. Jeho o osm let starší bratr Oleg Homola (* 22. srpna 1948, Praha) je publicista, hudebník, vysokoškolský pedagog a fotograf (Svět v obrazech). Prvorozený syn Olega Homoly mladšího – Matěj Homola (* 1973) je český zpěvák a kytarista. Druhorozený syn Olega Homoly mladšího – Jan Homola (* 1976) je hudebník, výtvarník a fotograf. Bratrská dvojice Matěj a Jan Homolovi jsou muzikanti (oba kytara a zpěv) a zakladateli hudební skupiny Wohnout.

## Publicistické a nakladatelské aktivity

### Sbírky povídek
V roce 2014 vydal Zdeněk Homola sbírku 23 psychologických povídek Bengálské mámení inspirovaných životními situacemi. Součástí knížky jsou i dvě tematicky „temnější“ novely z vnitřního světa duševně nemocných lidí. O rok později (2015) následovalo vydání souboru 27 krátkých psychologických povídek a cynických historek Hořící Havana mimo jiné o hospodském kumpánovi Pepovi, což je autorovo alter ego. V roce 2022 pak vyšla třetí sbírka této edice Pepa, mé druhé Já se 34 texty včetně vážných témat týkajících se rodiny autora zejména v období 2. světové války. V roce 2023 pak čtvrtá sbírka 29 povídek a jiných textů Robinsonem uprostřed Evropy, v roce 2024 pátá sbírka Sršeň v demižonu s 28 povídkami a v roce 2025 šestá sbírka Kdysi kdesi s 32 povídkami, v roce 2025 též sedmá sbirka Slunce v Požárech s 35 povídkami. 

### Životopis Bedřicha Homoly
Ve druhé polovině roku 2020 vyšla v rodinném nakladatelství ZHOLA výpravná publikace pojednávající o širší rodině a životních osudech armádního generála (in memoriam) Bedřicha Homoly, vrchního velitele ilegální vojenské odbojové organizace Obrana národa. Knihu napsal Zdeněk Homola ve spolupráci s historikem Janem Borisem Uhlířem.

### Román O. HomolySlunce v aspiku
V říjnu 2021 vyšel (k výročí 100 let od narození autora a 20 let po jeho smrti) v rodinném nakladatelství ZHOLA  autobiografický román s názvem Slunce v aspiku, který edičně, redakčně a graficky připravil Zdeněk Homola. Autorem objemného románu, jehož předloha čítala přes tisíc normostran, je Oleg Homola starší (1921–2001), který strojopisnou předlohu románu sepsal v normalizačních letech 1984 až 1985. Román Slunce v aspiku pojednává o internaci 1230 českých vysokoškolských studentů v koncentračním táboře Sachsenhausen v letech 1939–1942.

### Stránky a kniha o Pražském hradu
V rámci webdesignerské činnosti vytváří Zdeněk Homola od roku 2005 stránky o historii a architektuře Pražského hradu. Obsahují známé i méně známé údaje o hradním komplexu a množství obrazového materiálu. V roce 2022 byla v rodinném nakladatelství ZHOLA vydána kniha Zdeňka Homoly Hajdy na Hrad s podtitulem Docela prostě o Pražském hradu a mostě. Jedná se o převedení webových stránek do knižní podoby.

## Autor, spoluautor, editor publikací
- HOMOLA, Zdeněk. Bengálské mámení. 1. vydání Praha: Zdeněk Homola (ZHOLA), 2014. 187 stran. ISBN 978-80-260-5594-5.
- HOMOLA, Zdeněk. Hořící Havana. 1. vydání v Praze: ZHOLA, 2015; 171 stran. ISBN 978-80-260-7101-3
- HOMOLA, Zdeněk; UHLÍŘ Jan B.. Generál Bedřich Homola: vrchní velitel Obrany národa: zakázaný hrdina. První vydání. V Praze: ZHOLA, 2020. 170 stran. ISBN 978-80-270-8846-1.[9]
- HOMOLA Oleg starší; HOMOLA Zdeněk (edice, redakce, grafická úprava). Slunce v aspiku. 1. vydání v Praze: ZHOLA, 2021; 485 stran; + 2 strany obrazových příloh; + 15 barevných ilustrací; ISBN 978-80-908238-0-8.
- HOMOLA, Zdeněk. Pepa, mé druhé Já. První vydání. V Praze: ZHOLA, 2022; 160 stran. ISBN 978-80-908238-1-5.
- HOMOLA, Zdeněk. Hajdy na hrad (Docela prostě o Pražském hradu a mostě). V Praze: ZHOLA, 2022; 176 stran. ISBN 978-80-908238-2-2.
- HOMOLA, Zdeněk. Hajdy na Hrad: docela prostě o Pražském hradu a mostě. Vydání druhé. V Praze: ZHOLA, 2023; 173 stran. ISBN 978-80-908238-3-9.
- HOMOLA, Zdeněk. Robinsonem uprostřed Evropy. V Praze: ZHOLA, 2023. 139 stran. ISBN 978-80-908238-4-6.[13]
- HOMOLA, Zdeněk. Sršeň v demižonu. V Praze: ZHOLA, 2024. 142 stran. ISBN 978-80-908238-6-0.
- HOMOLA, Zdeněk. Kdysi kdesi. V Praze: Zdeněk Homola - ZHOLA, 2025. 158 stran. 3ISBN 978-80-908238-7-7.
- HOMOLA, Zdeněk. Slunce v požárech. V Praze: Zdeněk Homola - ZHOLA, 2025. 147 stran. ISBN 978-80-908238-8-4